# Instruktionismus
Mit Instruktionismus bezeichnet man in der Pädagogik Unterrichtsverfahren, die vorwiegend die rezeptive Aufnahme von neuem Stoff durch die Lerner vorsehen. Der Lerner ist der passive Empfänger des Stoffes.

## Instruktionistische Unterrichtsverfahren
Ein wesentliches Merkmal des Instruktionismus ist ihre Belehrung durch eine Autorität.

### Frontalunterricht
Beim Frontalunterricht wird den Lernern der neue Stoff von einer einzigen Quelle – meist dem Lehrer – zur Aufnahme angeboten. Die Auswahl der aufzunehmenden Inhalte wird allein durch den Lehrer getroffen, der Aufnahmeprozesses erfolgt durch eine enge Führung des Lehrers  (metaphorisch kritisch: „Trichterprinzip“).

### Technologisch gestützte Verfahren
In den 1970er Jahren entstanden im Fremdsprachenunterricht audio-orale und audio-visuelle Lehrmethoden, die eine Reflexbildung anstrebten (Behaviorismus) durch Imitation und Repetition von Sprachstrukturen. Hier wurde die Instruktion nicht durch den Lehrer geliefert, sondern durch Tonbänder und Bilder. Die Übungen werden Pattern-Drills genannt.

## Abgrenzung von anderen didaktischen Ansätzen
Der Begriff steht in Opposition zur konstruktivistischen Didaktik, die aus den lernpsychologischen Ansätzen des Konstruktivismus entwickelt wurde.
Als kognitive Lerntheorie ist er außerdem vom behavioristischen Ansatz des Instruktionalismus zu unterscheiden.
Aus konstruktivistischer Sicht nimmt der Lerner sein Wissen nicht passiv auf, denn auch Rezeption ist ein aktiver, konstruktiver Akt. Dies wird bei offenen Unterrichtsverfahren berücksichtigt.